# Casa Piuariu-Molnar din Cluj-Napoca

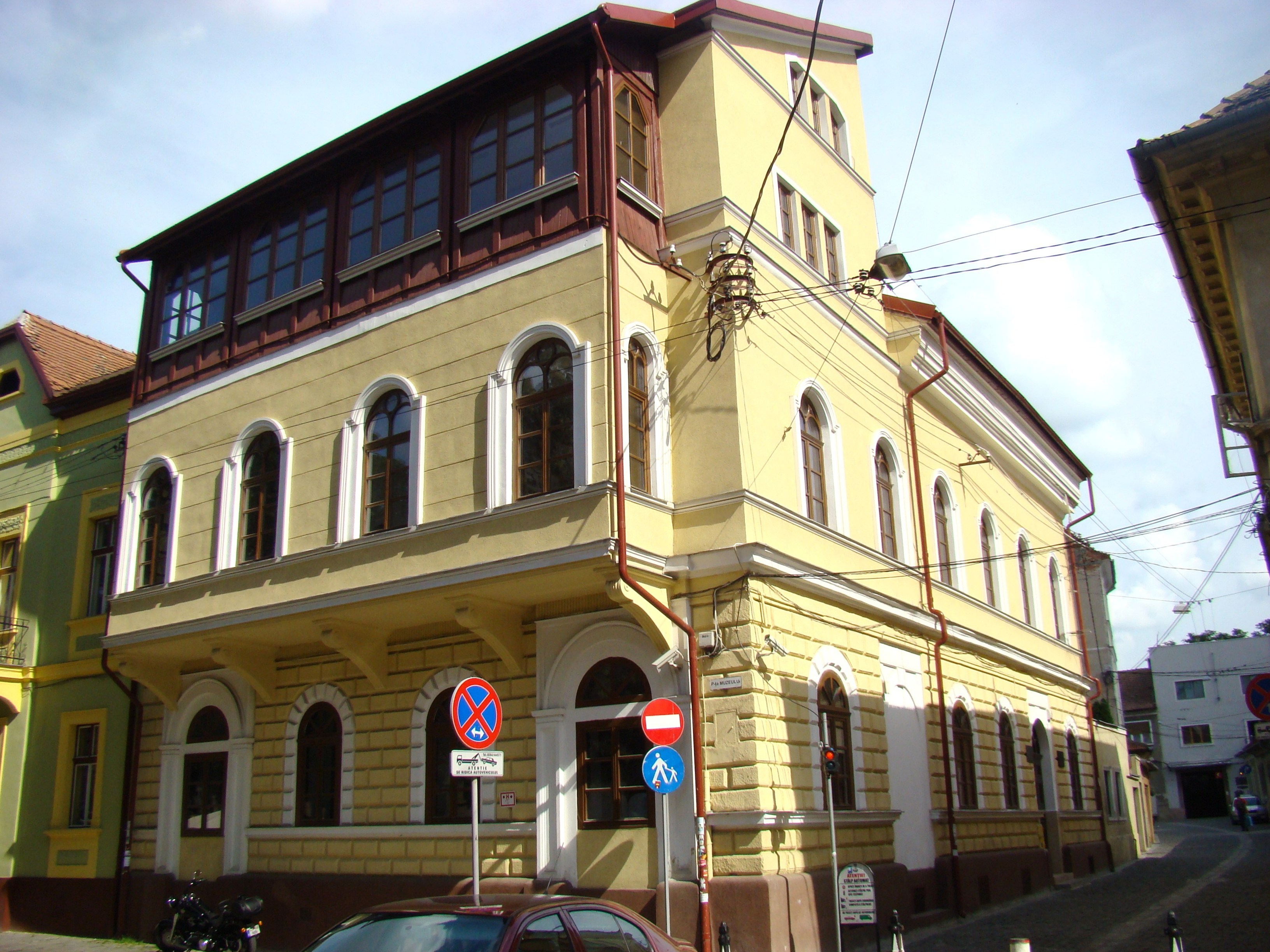
Casa în care a locuit „vestitul medic oculist român Ioan Piuariu-Molnar în timpul predării cursurilor la Institutul medico-chirurgical din Cluj”

Casa Piuariu-Molnár din Cluj-Napoca (str. F.D. Roosevelt nr.8), construită la începutul secolului al XIX-lea, este declarată monument istoric (cod LMI CJ-IV-m-B-07853).

## Galerie de imagini

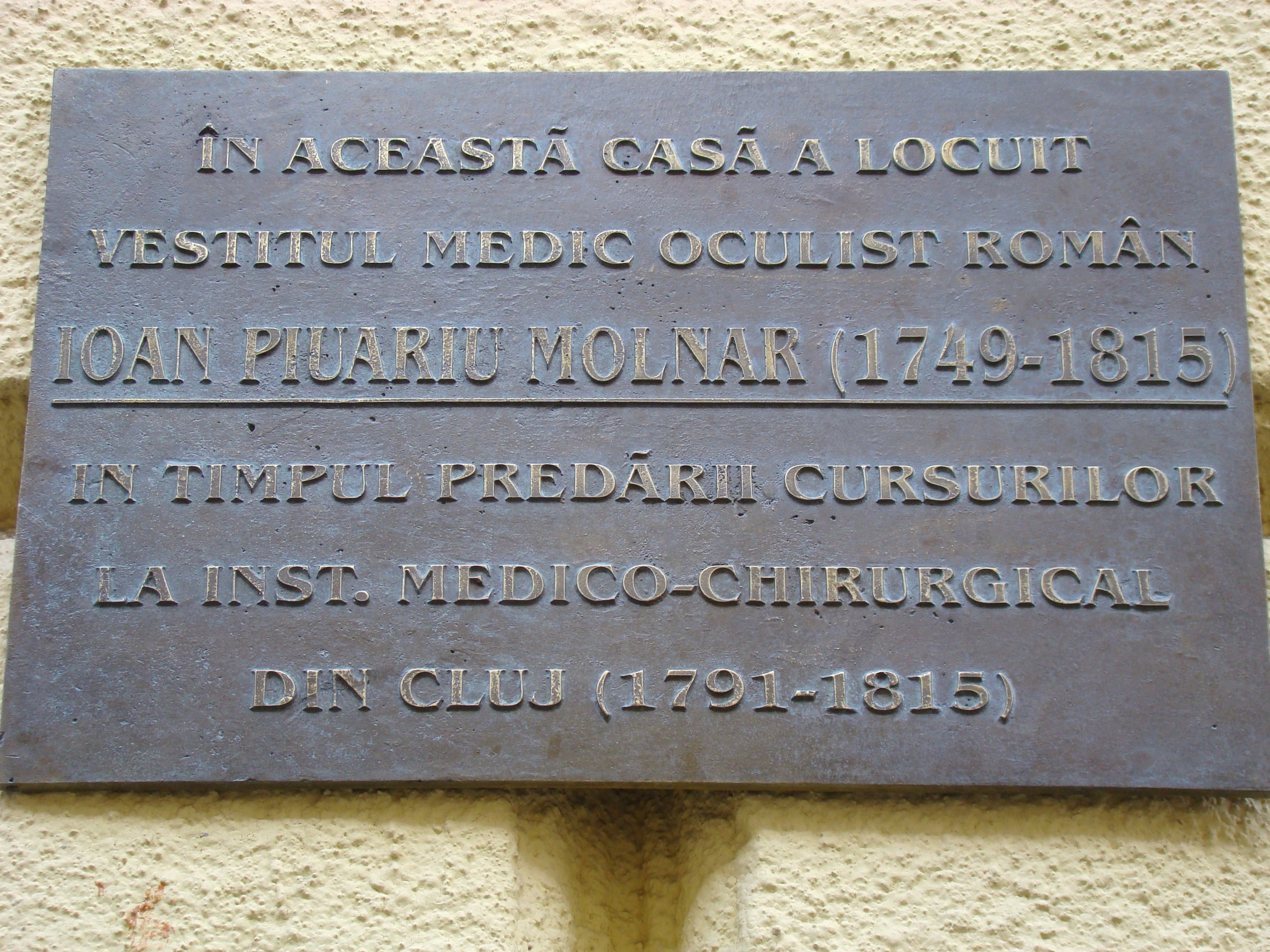
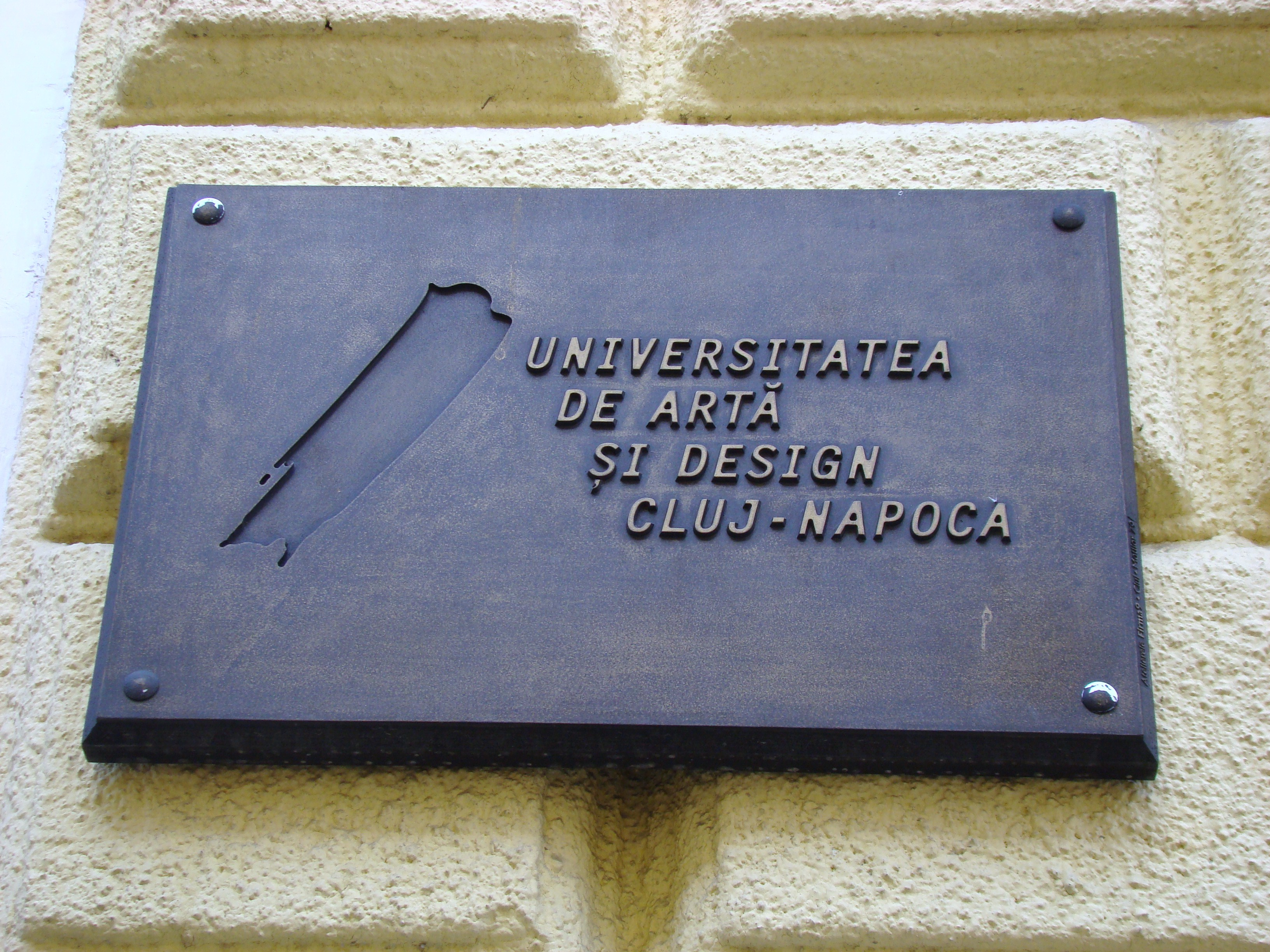
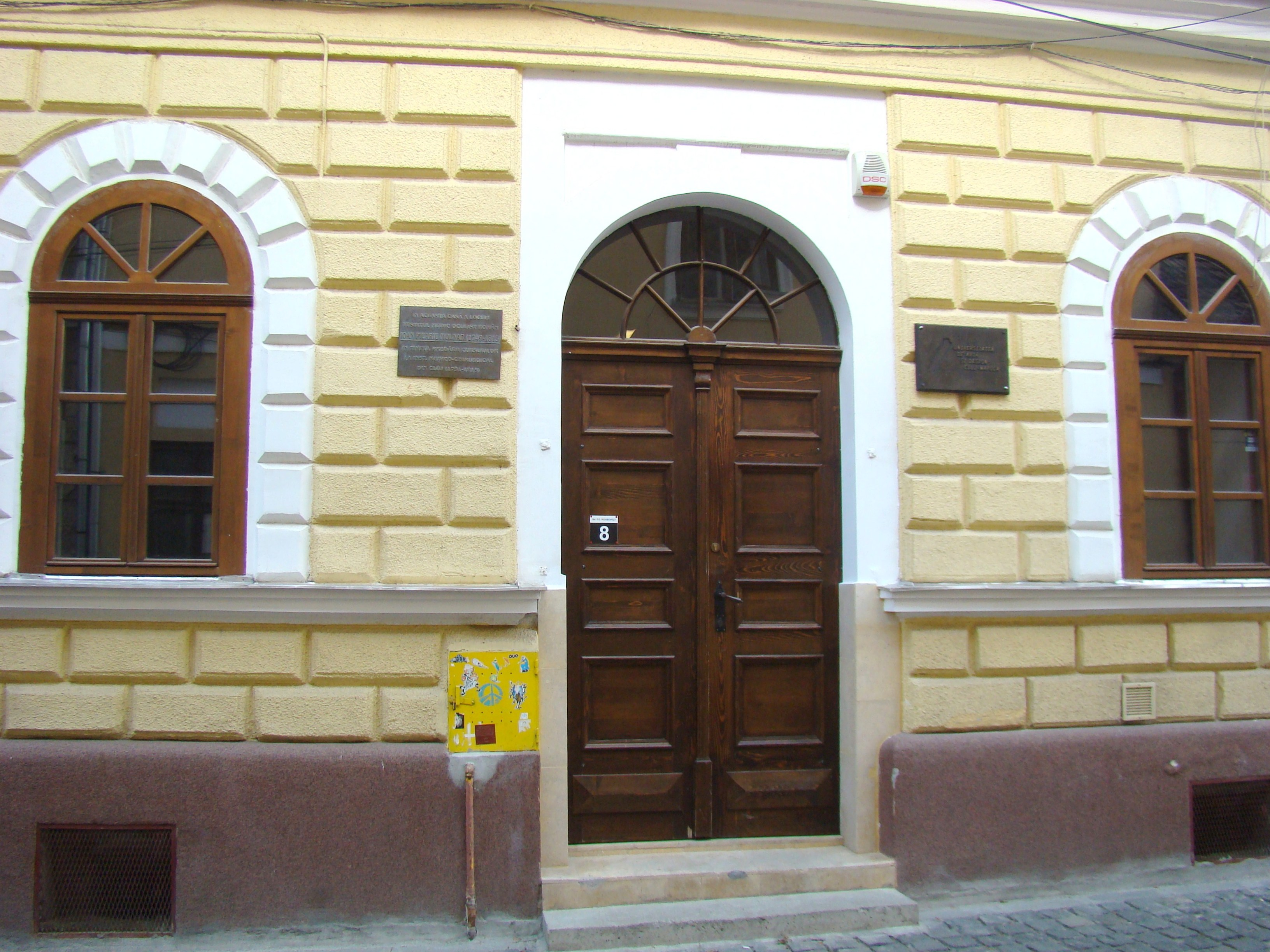